# Список произведений Леонардо да Винчи

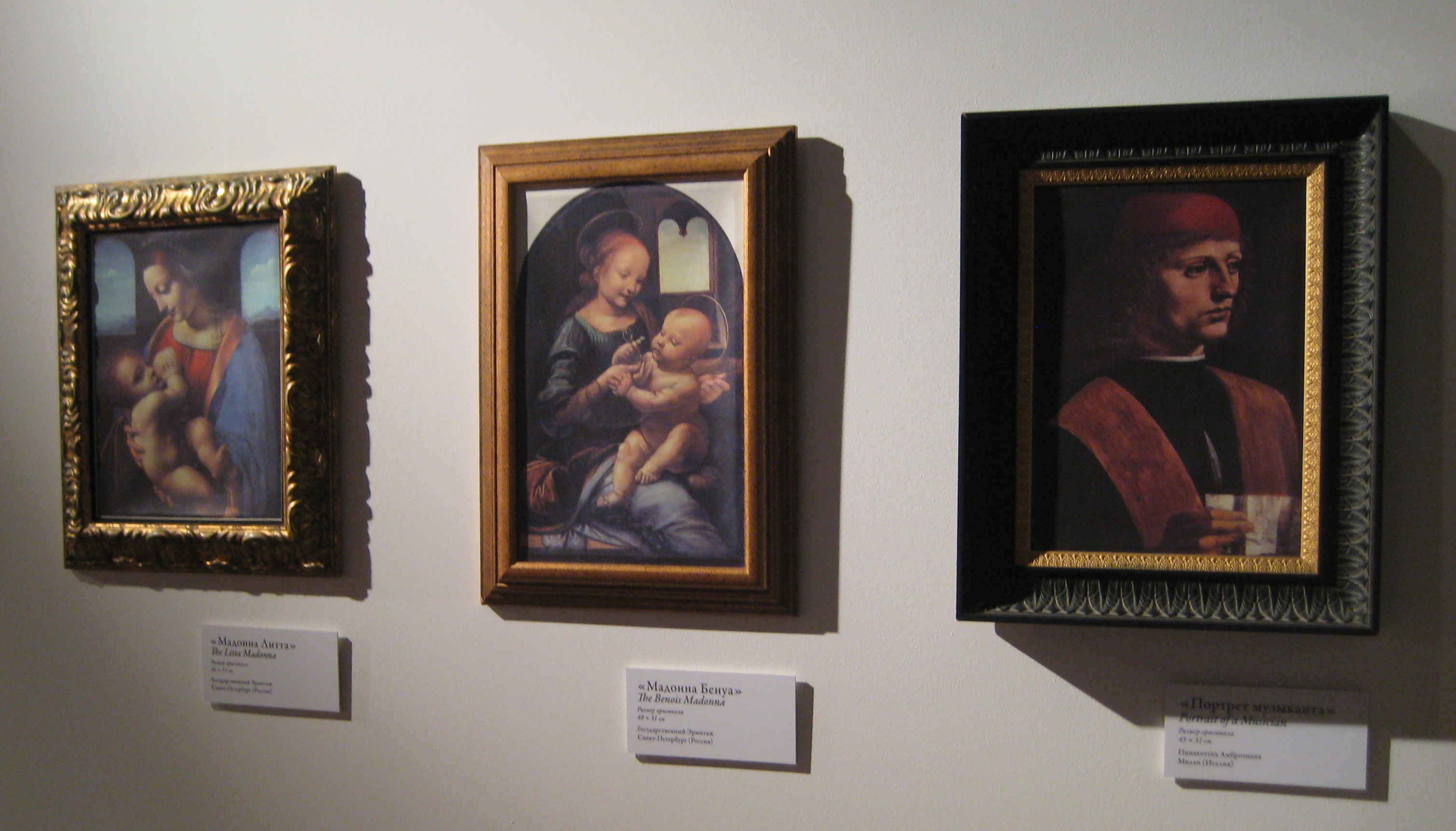
Репродукции картин Леонардо да Винчи: «Мадонна Литта», «Мадонна Бенуа» и «Портрет музыканта»

Список произведений Леонардо да Винчи включает все его известные произведения, сохранившиеся в музеях мира (за исключением рисунков), а также приписываемые ему работы, признаваемые такими достаточным количеством учёных. Также перечислены картины, ранее атрибутируемые ему, однако сейчас считающиеся работой других мастеров, в том случае, если информация о его авторстве была достаточно распространена. В список включены картины, фрески, кодексы, несколько самых известных рисунков (получивших личное имя). Также перечислены несохранившиеся произведения Леонардо, о которых известно из письменных источников и копий последователей.
Датировка произведений дана согласно информации на официальных сайтах музеев, где они экспонируются (поскольку мнение ученых в различных авторских каталогах может достаточно сильно варьироваться).

## Картины
| Илл. | Название                                                                                     | Год                   | Музей                                           | Данные                                           | Примечание |
| ---- | -------------------------------------------------------------------------------------------- | --------------------- | ----------------------------------------------- | ------------------------------------------------ | --- |
|      | «Благовещение» (Annunciazione)                                                               | 1472—5                | Уффици, Флоренция (Италия)                      | Дерево, масло. 98 × 217 см                       | Считается самой ранней из уцелевших работ Леонардо да Винчи. До 1869 года традиционно атрибутировалась кисти Верроккио. |
|      | «Крещение» (Battesimo di Cristo)                                                             | 1472—5                | Уффици, Флоренция (Италия)                      | Дерево, масло. 177 × 151 см                      | Картина написана Верроккьо при участии его ученика Леонардо да Винчи. Часть картины (некоторые элементы пейзажа и светловолосый ангел слева) написаны Леонардо. Некоторые критики считают, что второго ангела написал Сандро Ботичелли. |
|      | «Мадонна с гвоздикой» (Madonna del Garofano)                                                 | 1478                  | Старая Пинакотека, Мюнхен (Германия)            | Дерево, масло. 42 × 67 см                        | Написана во время пребывания Леонардо в мастерской Верроккьо, кисти которого короткое время приписывалась. Найдена в 1889 году, тогда же атрибутирована Леонардо. |
|      | «Портрет Джиневры де Бенчи» (Ginevra de Benci)                                               | ок. 1474—6            | Национальная галерея искусства, Вашингтон (США) | Дерево, масло. 38,8 × 36,7 см                    | Атрибутируется Леонардо с 1866 года. |
|      | «Мадонна Бенуа» или «Мадонна с цветком» (Madonna Benois)                                     | 1478—80               | Эрмитаж, Санкт-Петербург (Россия)               | Холст (переведена с дерева), масло. 48 × 31,5 см | Атрибуция была подтверждена в 1908 году. |
|      | «Мадонна Литта» (Madonna Litta)                                                              | 1490—1                | Эрмитаж, Санкт-Петербург (Россия)               | Холст (переведена с дерева), темпера. 42 × 33 см | Предполагается соавторство с одним из учеников. Возможно — Больтраффио, которому атрибутируют фигуру Младенца. |
|      | «Мадонна в скалах» (Vergine delle Rocce)                                                     | 1483—6                | Лувр, Париж (Франция)                           | Дерево, переведённое на холст, масло. 199 × 122  | |
|      | «Мадонна в скалах» (Vergine delle Rocce)                                                     | около 1491—2 и 1506—8 | Национальная галерея, Лондон (Великобритания)   | Дерево, масло. 189,5 × 120                       | На 8 см меньше луврской версии. Считается, что над некоторыми её частями работали братья де Предисы. Боковые створки с изображением музицирующих ангелов (там же) написаны Джованни Антонио ди Предисом и помощником Леонардо да Винчи, предположительно Франческо Наполитано; сам Леонардо, вероятно, принимал участие в разработке этих створок. |
|      | «Портрет музыканта» (Ritratto di musico)                                                     | 1490—2                | Пинакотека Амброзиана, Милан (Италия)           | Дерево, масло. 44,7 x 32                         | Авторство Леонардо да Винчи оспаривается редко, хотя и существует предположение, что автором портрета является не Леонардо, а Антонелло да Мессина. |
|      | «Дама с горностаем» (Dama con l’ermellino                                                    | 1489—90               | Музей Чарторыйских, Краков (Польша)             | Дерево, масло. 54 × 40                           | |
|      | «Прекрасная Ферроньера» (La belle ferronnière)                                               | 1490—6/1495—7         | Лувр, Париж (Франция)                           | Дерево, масло. 62 × 44                           | |
|      | «Богоматерь с Младенцем и святой Анной» (Sant’Anna, la Vergine e il Bambino con l’agnellino) | 1508—10               | Лувр, Париж (Франция)                           | Дерево, масло. 168 × 112                         | |
|      | «Мона Лиза» или «Джоконда» (Mona Lisa, La Gioconda, La Joconde)                              | 1503—1519             | Лувр, Париж (Франция)                           | Дерево, масло. 76,8 × 53                         | |
|      | «Иоанн Креститель» (San Giovanni Battista)                                                   | 1514—6                | Лувр, Париж (Франция)                           | Дерево, масло. 57 × 69                           | |

### Незавершенные картины и эскизы
В данный раздел включены лишь рисунки, выполненные на твердой основе (дерево или холст).
| Илл. | Название                                                                                    | Год                               | Музей                                         | Данные                                                    | Примечание |
| ---- | ------------------------------------------------------------------------------------------- | --------------------------------- | --------------------------------------------- | --------------------------------------------------------- | --- |
|      | «Поклонение волхвов» (Adorazione dei Magi)                                                  | 1481                              | Уффици, Флоренция (Италия)                    | Дерево, масло. 246 × 243 см                               | Осталась незаконченной из-за отъезда Леонардо в Милан в 1482 году. |
|      | «Святой Иероним» (San Girolamo)                                                             | 1480—2                            | Ватиканская пинакотека, Ватикан               | Дерево, масло. 103 × 75 см                                | Осталась незаконченной из-за отъезда Леонардо в Милан в 1482 году. Картина была сильно обрезана и распилена на две части, из которых нижняя могла служить крышкой ларя. Кардинал Феш по преданию нашёл нижнюю часть картины в лавке, где она служила столешницей. |
|      | «Богоматерь с Младенцем, святой Анной и Иоанном Крестителем» (The Burlington House Cartoon) | около 1499—1500; или около 1506—8 | Национальная галерея, Лондон (Великобритания) | Мел, уголь, бумага, закрепленная на холсте, 141,5 × 104,6 | Подготовительный «картон» для неосуществленной картины. Состоит из 8 листов бумаги, позже закрепленных на холсте. |
|      | «Голова девушки» (La Scapigliata)                                                           | Около 1508                        | Национальная галерея, Парма (Италия)          | Масло, дерево. 24,7 × 21                                  | Осталась незаконченной. |

### Картины со спорной атрибуцией
В раздел включены картины, авторство которых ставится под сомнение рядом признанных экспертов, однако признается другими учеными.
| Илл. | Название                                   | Год        | Музей | Данные                             | Примечание |
| ---- | ------------------------------------------ | ---------- | --- | ---------------------------------- | --- |
|      | «Благовещение» (Annunciazione)             | 1475—8     | Лувр, Париж (Франция)                                                                                      | Дерево, темпера. 16 х 60           | Приписывается Лоренцо ди Креди или Леонардо да Винчи, на сайте Лувра обе фамилии стоят под вопросом. Является частью пределлы алтаря Мадонна ди Пьяцца дель Дуомо в Пистойе, происходящей из мастерской Верроккьо. Другие части алтаря приписываются Креди и Перуджино. Атрибуция основывается на рисунке женской головы. |
|      | «Товия и ангел»                            | 1470—1480  | Национальная галерея, Лондон                                                                               | Дерево, темпера. 84 х 66 см        | Автором картины считается «мастерская Андреа Верроккьо». Некоторые ученые предполагают, что кисти Леонардо принадлежит некий фрагмент картины, возможно рыба или собачка. Мазки в этих фрагментах сделаны левшой. |
|      | «Мадонна Баклю» (The Buccleuch Madonna)    |            | Частная коллекция герцога Баклю, экспонируется в Национальной галерее Шотландии, Эдинбург (Великобритания) | Дерево, масло. <48,9 × 36,8 см     | Кандидат на то, чтобы быть оригиналом известной из письменных источников «Мадонны с веретеном». Однако данная картина не считается целиком выполненной Леонардо, многими учеными атрибутируется его школе, но с участием мастера.                                                                                         |
|      | «Мадонна Лансдаун» (The Lansdowne Madonna) |            | Частная коллекция, Нью-Йорк (США)                                                                          | Холст (переведена с дерева), масло | Кандидат на то, чтобы быть оригиналом известной из письменных источников «Мадонны с веретеном». Однако данная картина не считается целиком выполненной Леонардо, многими учеными атрибутируется его школе, но с участием мастера.                                                                                         |
|      | «Спаситель мира»                           | Около 1499 | Лувр Абу-Даби, Абу-Даби, ОАЭ                                                                               | Дерево, масло. 66 × 47             | В большинстве современных каталогов приписывается Франческо Мельци или Марко д’Оджоно. Фигурирует как работа Леонардо с 2011 года, авторство многими учеными оспаривается. |

### Картины с отведённой атрибуцией
Перечислены картины, ранее приписывавшиеся кисти Леонардо да Винчи на протяжении долгого времени значительным количеством экспертов.
| Новый автор             | Илл. | Название                                                                               | Год             | Музей                                          | Данные                       | Примечание |
| ----------------------- | ---- | -------------------------------------------------------------------------------------- | --------------- | ---------------------------------------------- | ---------------------------- | --- |
|                         |      |                                                                                        |                 |                                                |                              | |
| Школа Леонардо да Винчи |      | «Поклонение младенцу с двумя ангелами»                                                 | около 1473—8    | Детройтский институт искусств, Детройт (США)   | Темпера, дерево. 46,9 × 60,3 | Незавершенная картина (незакончена фигура Мадонны и Младенец). Куплена в Италии в 1957 году. По одной из версий, картина была начата Верроккьо, а потом работу над ней продолжили его ученики, в том числе молодой Леонардо. В 1994 году было выдвинуто предположение, что она целиком была написана Верроккьо, в том же году атрибуция была отведена, и картина приписана анонимному ученику. Затем картину приписывали Амброджо ди Предису и другим мастерам эпохи. |
| Лоренцо ди Креди        |      | «Мадонна Дрейфуса» или «Мадонна с гранатом» (Madonna Dreyfus; Madonna della melagrana) | 1475—80         | Национальная галерея искусств, Вашингтон (США) | Дерево, масло. 16.5 х 13.4   | Атрибутируется Леонардо да Винчи (тогда датой становится ок. 1469, что делает работу его первой сохранившейся картиной) или же кисти Лоренцо ди Креди (как и указано на сайте музея). Имеет большое сходство с «Мадонной с гвоздикой». |
| Школа Леонардо да Винчи |      | «Вакх»                                                                                 | около 1510—1515 | Лувр, Париж (Франция)                          | 177 × 115                    | |

### Картины с непризнанной атрибуцией
То, что эти картины принадлежат кисти Леонардо да Винчи, считают, как правило, лишь только их владельцы.
- Айзелуортская Мона Лиза

## Фрески
| Илл. | Название | Год    | Музей                                                                | Данные                         | Примечание |
| ---- | --- | ------ | -------------------------------------------------------------------- | ------------------------------ | --- |
|      | «Тайная вечеря» (Ultima Cena)                                                                                               | 1494-8 | Санта-Мария-делле-Грацие, Милан (Италия)                             | 460 x 880                      | Сохранность плохая. |
|      | Портреты герцогов Миланских с детьми (Ritratti dei duchi di Milano con i figli)                                             | 1497   | Трапезная бывшего монастыря Санта-Мария-делле-Грацие, Милан (Италия) | темпера и масло, 90 см шириной | Упоминаются у Вазари и в других источниках. Атрибуция кисти Леонардо да Винчи подтверждена новейшими исследованиями. Сохранность плохая, в том числе и из-за бомбардировки 1943 года. Фигуры членов семейства Сфорца были написаны художниками как часть более крупной фрески «Распятие» кисти Донато Монторфано. |
|      | Роспись потолка в Дощатом зале в Замке Сфорца (Intrecci vegetali con frutti e monocromi di radici e rocce, Sala delle Asse) | 1498   | Дощатый зал, Кастелло Сфорцеско, Милан (Италия)                      | темпера на штукатурке          | Упоминается в письменных источниках. Участки обнаружены в конце XIX века, в течение следующего столетия производилась реставрация. |

## Графика

### Кодексы
В разделе перечислены наиболее известные рукописи Леонардо да Винчи.
| Илл. | Название                                             | Год        | Музей                                                                         | Данные         | Примечание |
| ---- | ---------------------------------------------------- | ---------- | ----------------------------------------------------------------------------- | -------------- | --- |
|      | Кодекс Арундела (Codex Arundel)                      | 1478-1518  | Британская библиотека, Лондон, (Великобритания) British Library, Arundel, 263 | 283 страницы   | |
|      | Атлантический кодекс (Codex Atlanticus)              | 1478-1518  | Амброзианская библиотека, Милан (Италия)                                      | 1 119 страницы | |
|      | Виндзорский кодекс                                   | 1478-1518  | Виндзорский замок (Великобритания)                                            | 600 страниц    | |
|      | Кодекс Тривульцио (Codex Trivulzianus)               | 1478-1490  | Замок Сфорца, Милан (Италия)                                                  | 55 страниц     | |
|      | Кодекс Эшбернхэма (Codex Ashburnham)                 | 1489-1492  | Институт Франции, Париж (Франция)                                             | 44 страницы    | |
|      | Кодекс института Франции                             | 1492-1516  | Институт Франции, Париж (Франция)                                             | 964 страницы   | |
|      | Кодекс Форстера (Codex Forster)                      | 1493-1505  | Музей Виктории и Альберта, Лондон (Великобритания)                            | 300 страниц    | |
|      | Мадридский кодекс (Codex Madrid)                     | 1503-1505  | Национальная библиотека, Мадрид (Испания)                                     | 349 страниц    | |
|      | Лестерский кодекс (Codex Leicester)                  | 1504-1506  | Частная коллекция Билла Гейтса                                                | 36 страниц     | |
|      | Кодекс о полете птиц (Codice sul volo degli uccelli) | 1505       | Королевская библиотека, Турин (Италия)                                        | 17 страниц     | |
|      | Об игре в шахматы (De Ludo Schacorum)                | около 1500 | Палаццо Коронини, Гориция, Италия                                             |                | Книга итальянского монаха-математика Луки Бартоломео Пачоли. Часть иллюстраций к трактату атрибутируются Леонардо, ему же приписывается и часть представленных там шахматных задач |

### Литературные сочинения
| Илл. | Название                                                                     | Год | Музей                                                            | Данные | Примечание |
| ---- | ---------------------------------------------------------------------------- | --- | ---------------------------------------------------------------- | ------ | --- |
|      | Трактат о живописи, Урбинский кодекс (Codex Urbinas, Trattato della pittura) |     | Ватиканская апостольская библиотека (Codex Urbinas Latinus 1270) |        | Оригинальной рукописи Леонардо да Винчи не существует. Сборник записей, который был создан учеником художника Франческо Мельци в качестве полноценного литературного произведения в 1651 году. |

### Рисунки
Перечислить все рисунки Леонардо да Винчи не представляется возможным, поэтому в раздел включены его особо прославленные работы в этой технике (включая рисунки со спорной атрибуцией).
| Илл. | Название                                                                       | Год         | Музей                                  | Данные                                       | Примечание |
| ---- | ------------------------------------------------------------------------------ | ----------- | -------------------------------------- | -------------------------------------------- | --- |
|      | «Витрувианский человек» (Homo vitruvianus)                                     | 1490        | Галерея Академии, Венеция (Италия)     | Бумага, перо, чернила, акварель. 34,3 × 24,5 | |
|      | «Туринский автопортрет»                                                        | после 1512  | Королевская библиотека, Турин (Италия) | Бумага, сангина. 33,3 × 21,6                 | Рисунок был атрибутирован как работа Леонардо да Винчи в XIX веке. Однако и авторство, и идентификация как автопортрет ставится под вопрос достаточно большим количеством ученых.                                                                                 |
|      | «Женский портрет в профиль», или «Прекрасная принцесса» (La bella principessa) | около 1495? | Частная коллекция, Канада (?)          | Пергамент, чернила, цветной мел. 33 × 22     | Рисунок впервые всплыл в 1998 году как работа немецкого художника XIX века. Атрибутируется руке да Винчи с конца 2000-х годов, однако многими специалистами это утверждение ставится под сомнение. Мошенник Шон Гринхолш утверждает, что явился автором подделки. |

## Утраченные произведения
Перечислены известные по письменным источникам работы Леонардо да Винчи в самых различных техниках.
| Илл.                                         | Название                                                    | Год            | Данные                        | Примечание |
| -------------------------------------------- | ----------------------------------------------------------- | -------------- | ----------------------------- | --- |
|                                              | «Медуза»                                                    |                | Дерево, масло или темпера (?) | Известна по описанию Вазари. Одна из самых первых работ Леонардо. Была написана им на деревянном щите. |
| (рисунок Рубенса)                            | «Битва при Ангиари»                                         | 1503-6         | Фреска                        | Находилась на стене зала Большого совета (Салона пятисот) Палаццо делла Сеньория (Флоренция). Из-за экспериментов художника сразу начала осыпаться и портиться, осталась незавершенной. В 1555—1572 годах во время реконструкции зала произведение Леонардо было утрачено — его место заняла фреска Вазари «Битва при Марчиано». |
| (подготовительный рисунок Леонардо да Винчи) | «Мадонна с веретеном» (Madonna dei Fusi, Madonna dell’Aspo) | ок. 1501       |                               | Две версии этой картины (см. выше) претендуют на то, чтобы быть подлинником, однако уровень обеих говорит о том, что все это, видимо, копии. |
| (копия Франческо Мельци)                     | «Леда и лебедь»                                             | Около 1508 (?) |                               | Сохранилось несколько рисунков Леонардо, а также многочисленные копии учеников. |
| (версия Марко д’Оджоно)                      | «Лобзание святых Младенцев»                                 |                |                               | Сохранились подготовительные рисунки и множество копий маслом учеников и последователей. |
| (подготовительный рисунок Леонардо да Винчи) | Конный памятник Франческо Сфорца                            |                | Статуя                        | Существовал при жизни Леонардо лишь в виде глиняной модели, которая была уничтожена французами в 1499 году. |